# Julius Mankell
Julius Mankell (født 8. juni 1828 i Stockholm, død 23. februar 1897 sammesteds) var en svensk militær forfatter og politiker.
Mankell blev 1850 underløjtnant, deltog 1863 hemmelig i de polske frihedsmænds rækker i kampen mod Rusland, blev kaptajn i regimentet 1869 og forlod 1874 krigstjenesten. Hans forfattervirksomhed, der var stor og omfattende, bevægede sig på flere områder: det rent militære, det krigshistoriske, det politisk-historiske og det rent politiske. Hans vigtigste skrifter er: Studier öfver svenska skärgårdsflottans historia, krigssätt och användande vid Sveriges forsvar (1855), Atlas öfver svenska krigshistoriens märkvärdigaste fältslag (3 hefter, 1857—59), Anteckningar rörande svenska regementers historia (1860—64, 2. udgave 1866), Anteckningar rörande finska arméns och Finlands krigshistoria (2 dele, 1870). Af hans skrifter må endvidere nævnes Fälttoget i Norge 1814 (1887) og Öfversigt af svenska krigsinrättningarnas historia (2 bind, i 1890—93).
Der blev lagt ikke ringe beslag på Mankells dygtighed i politiske hverv. Som medlem af komiteen af 1864 for søofficersuddannelsens ordning blev han en virksom befordrer af den 1866—73 bestående udsondring fra flåden af det såkaldte skærgårdsartilleri, til hvis brug han forfattede en Lärobok i skärgårdskrigskonst (1872). Som politiker var Mankell fuldt ud radikal. For sine anskuelser virkede han blandt andet som en af stifterne af de politikke foreninger Nyliberala sällskapet (1868) og Reformforeningen (1879) og som rigsdagsmand. Mankell var medlem af rigsdagens 2. kammer 1870—72 og optrådte som sådan med vidtgående forslag med hensyn til fæstningsvæsenet, hærorganisationen og skolesagen. På rigsdagen 1871 kom han ind i det særlige udvalg for forsvarssagen og 1872 i lovudvalget. 1882—90 var Mankell medlem af rigsdagens 1. Kammer samt atter 1891—96 af 2. kammer. I flere år var han statsrevisor. I hans sidste år var spørgsmålet om almindelig valgret en hovedgenstand for hans interesse.